# خط‌کش نجومی
خط کش نجومی در ستاره‌شناسی آماتوری کاربرد دارد و از طریق یک وسیله دست ساز بسیار ساده فاصله زاویه‌ای اجرام آسمانی نسبت به هم یا نقاط مختصات آسمان اندازه گرفته می‌شود.
خط کش نجومی دست ساز با استفاده از یک خط کش معمولی پلاستیکی ۳۰ سانتیمتری با قرار گرفتن نخی در دو سر آن آماده می‌شود. طول هر نیمه نخ یا فاصله گره میانه نخ تا خط کش ۵۷٫۳ سانتیمتر می‌باشد. هنگام کار با خط کش برای حفظ قوس باید همواره حدود ۲ سانتیمتر از وسط به بیرون خم شود. خط کش قوسی از محیط سماوی است و چنانچه با احتساب شعاع ۵۷٫۳ سانتیمتر باشد (فاصله از چشم) هر سانتیمتر از خط کش یک درجه از ۳۶۰ درجه محیط آسمان است.